# Britische Kronjuwelen

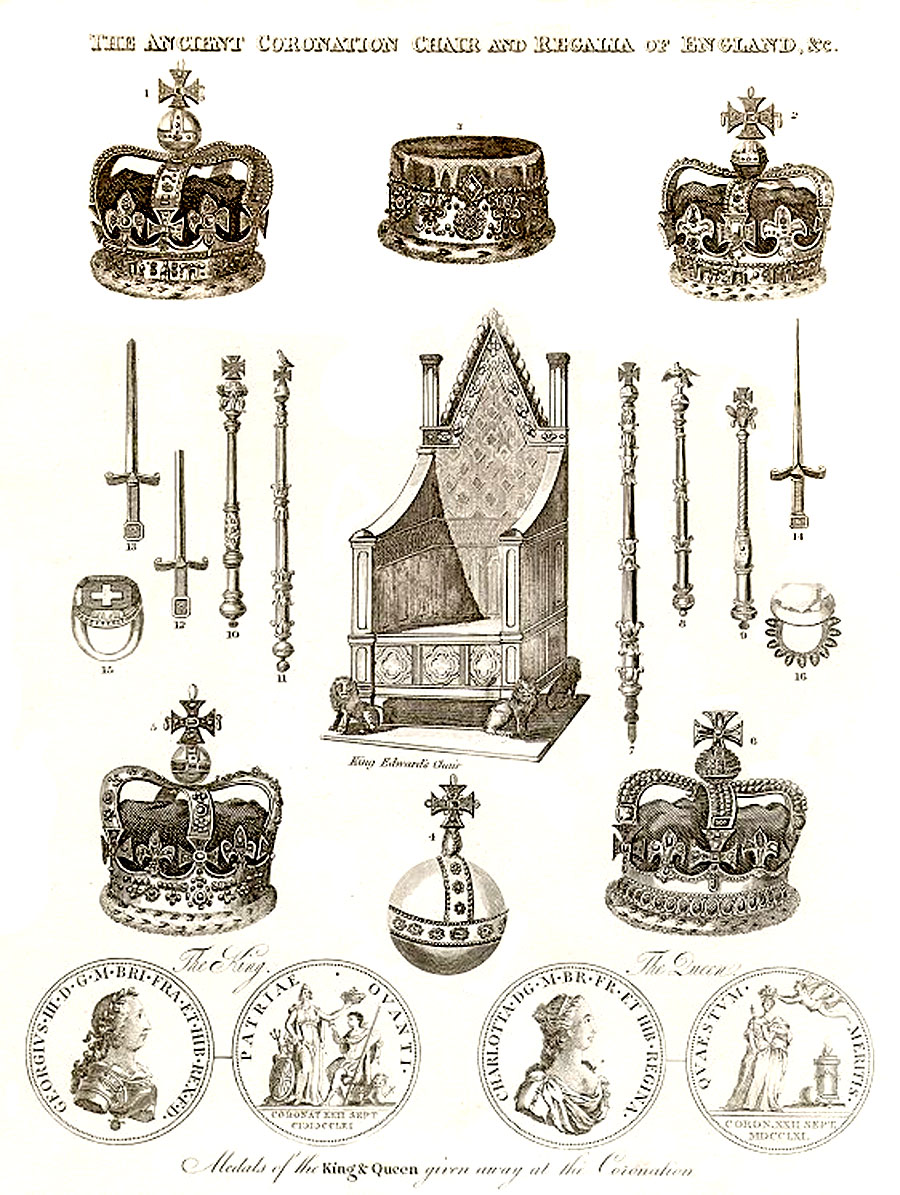
Die Kronjuwelen der Monarchen des Vereinigten Königreichs auf einem Stich von 1814.

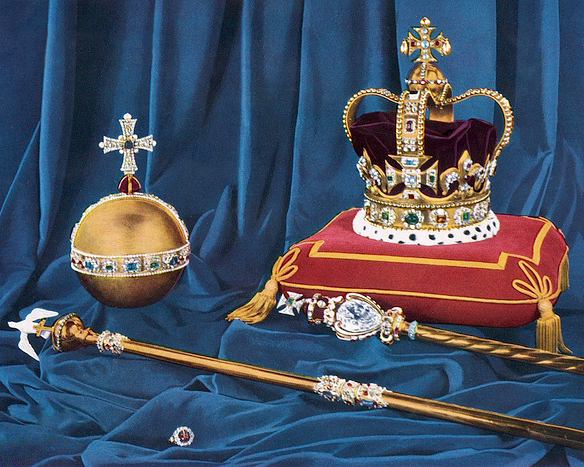
Die Kronjuwelen zur Krönung von Elisabeth II.

Die britischen Kronjuwelen umfassen nebst anderem die Regalien der Herrscher des Vereinigten Königreichs und gelten als die weltweit wertvollste Sammlung von Diamanten und Juwelen. Aufbewahrt werden sie im Tower von London, wobei der dort ausgestellte Teil nur einen kleinen Teil des gesamten Schatzes ausmacht.
Zu den Kronjuwelen gehören, unter anderem, verschiedene Kronen, Zepter (entweder mit einem Kreuz oder einer Taube), Reichsäpfel, Schwerter, Sporen und Ringe. Zusätzlich werden auch verschiedene Kleidungsstücke, wie die königliche Robe, zu den Kronjuwelen gezählt.
Die Kronjuwelen werden nur zu besonderen Anlässen getragen, insbesondere während der Krönungszeremonie eines neuen Monarchen und zur alljährlichen Parlamentseröffnung.

## Historie der Kronjuwelen

Die Kronjuwelen um 1910

In Englands Geschichte hatte es nie eine ständige Königskrone wie etwa im Heiligen Römischen Reich gegeben. Nach der Eroberung durch die Normannen unter Wilhelm dem Eroberer (1066) wurden bei jeder englischen Krönung gleich zwei Kronen verwendet. Die schwere Königskrone wird beim eigentlichen Krönungsakt benutzt. Traditionell ist sie seit Wilhelm I. mit Lilienblättern geschmückt. Eine zweite, die als State Crown bezeichnet wird, ist bedeutend leichter und wurde bei offiziellen feierlichen Anlässen getragen. Dieser Brauch wird bis zum heutigen Tag beibehalten.
Als heilige Gegenstände wurden die Kronjuwelen in der Westminster Abbey, dem Krönungsort der englischen Könige, aufbewahrt, wo 1303 jedoch auch ein Diebstahl der Kronjuwelen erfolgte. 1339 verpfändete Eduard III. zur Finanzierung des Hundertjährigen Kriegs die Königskrone an den ihn unterstützenden Trierer Kurfürsten Balduin von Luxemburg für 50.000 Gulden. Eduard ließ sich allerdings bis 1343 Zeit damit, die Krone wieder auszulösen, so dass Balduin, der mittlerweile zur französischen Seite übergegangen war, zwischenzeitlich sogar damit drohte, die Krone zu verkaufen.
Zweimal in der Geschichte gingen bedeutende Teile des Kronschatzes entweder vollständig oder teilweise verloren. Das erste Mal ging der Kronschatz während des Ersten Kriegs der Barone beim plötzlichen Tod von König Johann Ohneland 1216 verloren, womöglich versank der Schatz mit einem Teil des Trosses des Königs bei der Überquerung des Wash kurz vor Johanns Tod. Zu den Schätzen, die bei der Krönung von König Johann noch verwendet wurden und die bei der Krönung seines Sohnes fehlten, gehörten die mit Lilien verzierte Krönungskrone von England, kostbare Königsgewänder, ein Paar goldene Sporen, ein großes Kreuz, eine goldene Tasse, das Zepter mit der Taube, ein kostbarer Gürtel, Handschuhe und Schuhe, sowie zwei Schwerter, wovon eines das Schwert des Tristan gewesen sein soll. Da die erste Krönung des neuen Königs Heinrich III. wegen des Bürgerkriegs 1216 überhastet erfolgt war, erfolgte 1220 eine erneute Krönungszeremonie, für die zahlreiche Kroninsignien neu gefertigt wurden. Beim zweiten Mal gingen die Kronjuwelen gegen Ende des Englischen Bürgerkriegs und des folgenden Commonwealth of England verloren. Nach der Hinrichtung von König Karl I. 1649 ließ der neue Machthaber Oliver Cromwell den gesamten Kronschatz zerlegen und als Symbol der verhassten Tyrannenherrschaft veräußern oder einschmelzen. Nach der Wiederherstellung der Monarchie mussten für die Krönung des neuen Königs Karl II. am 23. April 1661 neue Kronjuwelen hergestellt werden, welche aber zum Teil aus Material der alten bestanden. Die Neuanfertigung der Kronjuwelen kostete die enorme Summe von £ 13.000.
Älteste erhaltene Krone der englischen Kronjuwelen ist damit die sogenannte Pfälzische Krone im Residenzmuseum München, die der Vernichtung unter Oliver Cromwell entging, da sie schon 1402 als Mitgift der Prinzessin Blanca von England nach Deutschland gelangt war.

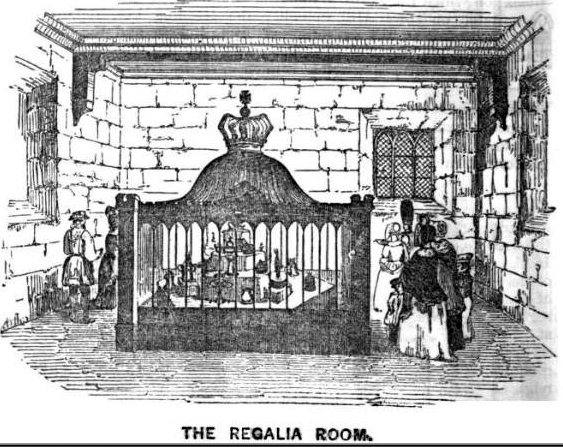
Die Regalienschau im Juwelenturm des Tower of London 1851

Seit Karl II. wurden die Kronjuwelen im Tower of London, der schon lange auch als Schatzkammer für die privaten Juwelen und Schätze der Könige diente, aufbewahrt. Die Hüter der Kronjuwelen sicherten sich jedoch ein Zusatzeinkommen, indem sie die Juwelen gegen Gebühr zur Besichtigung freigaben. Dabei konnte 1671 ein Raub der Edwardskrone und des Reichsapfels durch Thomas Blood nur knapp verhindert werden. 1815 beschädigte eine Besucherin die State Crown, und beim Brand des Grand Storehouse im Tower 1841 konnten die Kronjuwelen nur knapp gerettet werden.
Während des Zweiten Weltkrieges sollten die Juwelen angesichts der befürchteten deutschen Invasion nach Kanada ausgelagert werden und dort bei der Sun Life Insurance Company in Montreal verwahrt werden. Schließlich wurden jedoch nur Goldreserven der Bank von England nach Kanada ausgelagert, während die Kronjuwelen nach Windsor Castle gebracht wurden. Der Hauptgrund hierfür war, dass die Kronjuwelen traditionell nie das Land verlassen dürfen, und ein Verlust der Kronjuwelen im Atlantischen Ozean wurde als weitaus gravierender empfunden als ihre Erbeutung im Falle einer deutschen Invasion.

## Aufbewahrung

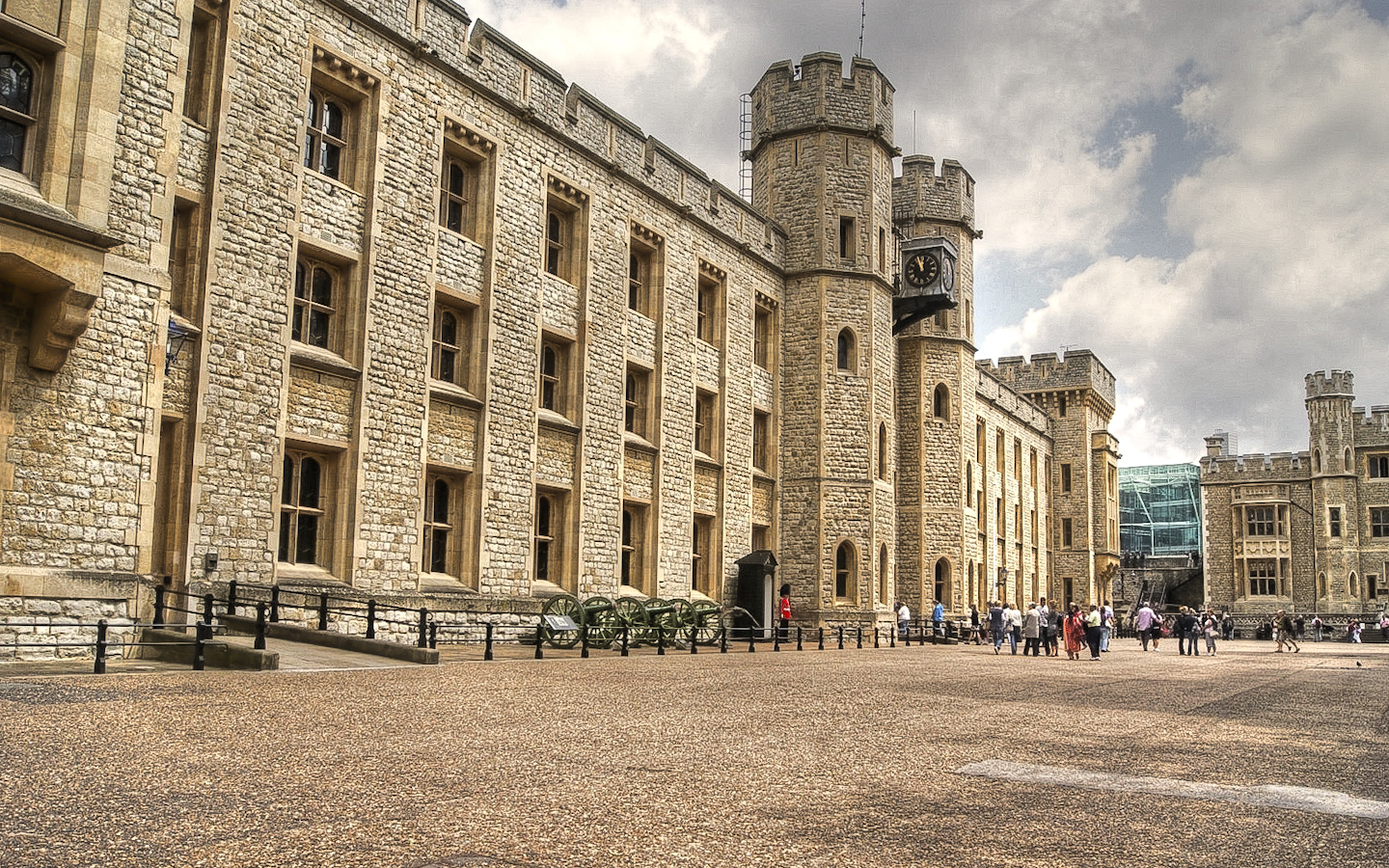
Das Jewel House, Aufbewahrungsstätte der Kronjuwelen

Seit 1967 befindet sich das Jewel House, der Aufbewahrungsort der Kronjuwelen, in den Waterloo Barracks im Tower of London, wo sie öffentlich besichtigt werden können.
In jedem Jahr werden sie im Januar, im Anschluss an eine Inspektion im Dezember, vom Hofjuwelier gereinigt. Dieses geschieht nach der Schließung des Towers in den Nachtstunden, damit zu den Öffnungszeiten alle Teile des Kronschatzes öffentlich zu sehen sind. Der gesamte Reinigungsprozess dauert in der Regel etwa zehn Tage. Zusätzlich zum jährlichen Reinigungsintervall werden alle Stücke, die für die zeremonielle Verwendung von Mitgliedern der königlichen Familie im Laufe des Jahres benutzt wurden, geprüft und, wenn notwendig, gereinigt.

## Kronen

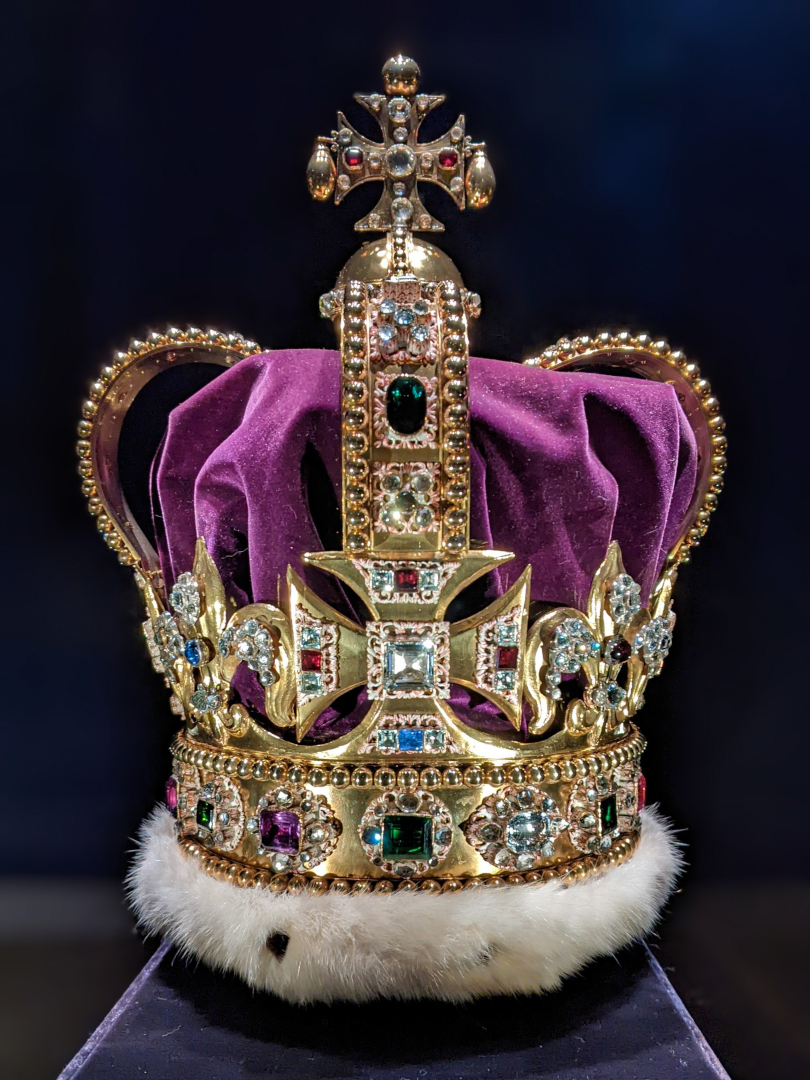
Die St.-Edward-Krone

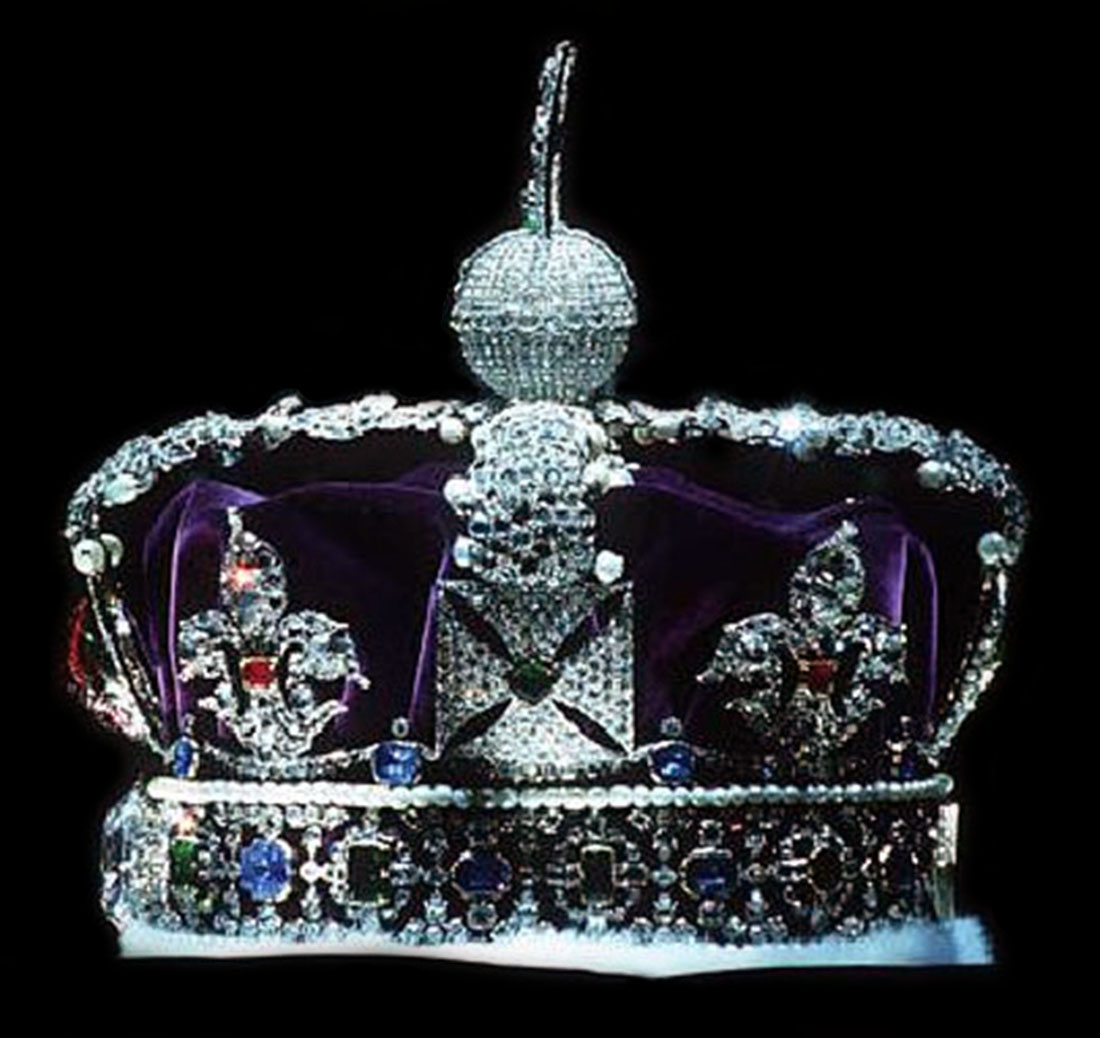
Die Imperial State Crown im Profil

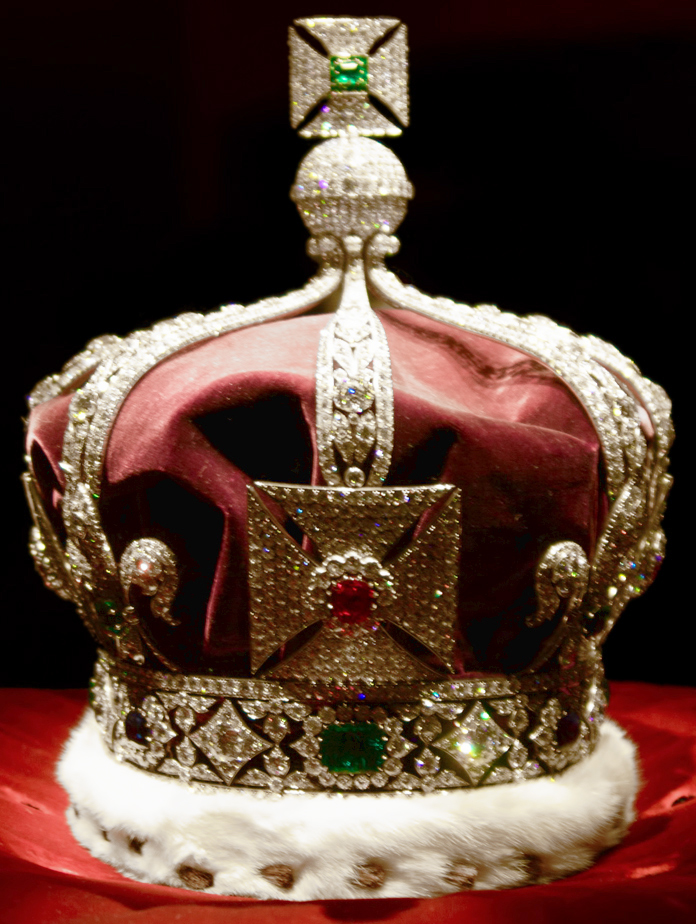
Die Imperial Crown of India

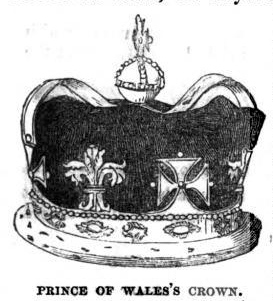
Krone des Prince of Wales 1729–1969

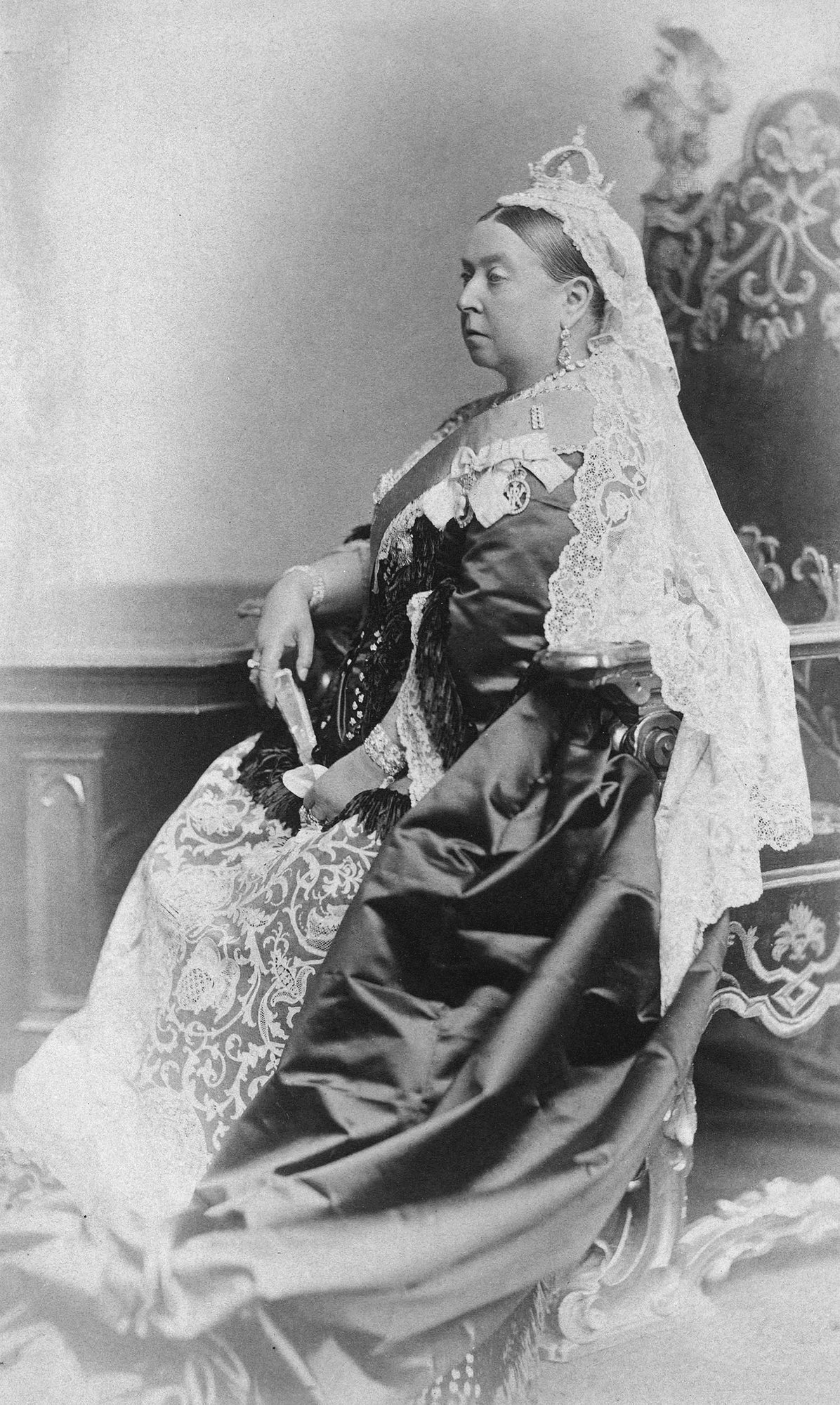
Königin Victoria im Jahre 1887 mit ihrer kleinen Krone

Die St.-Edwards-Krone (St. Edward’s Crown)
Diese 1661 angefertigte Krone aus massivem Gold ist die eigentliche Königskrone Englands und wird nur bei der Krönung benutzt.
Die Edwardskrone erinnert an König Eduard den Bekenner (1042–1066). Es handelt sich um eine Lilienkrone aus Gold, mit 444 Edelsteinen und Perlen besetzt. Sie wiegt nicht weniger als 2,25 Kilogramm. Bis zum 19. Jahrhundert wurde sie von fast allen englischen Königen getragen.
Die Reichskrone (Imperial State Crown)
Sie wurde 1838 zur Krönung der jungen Königin Victoria aus Silber hergestellt und 1937 neu aufgebaut. Sie ist überzogen von tausenden Diamanten und trägt auch den roten Spinell des Schwarzen Prinzen. Sie wird bei feierlichen Anlässen wie der Parlamentseröffnung benutzt.
Die Reichskrone von Indien (Imperial Crown of India)
Traditionell dürfen die englischen Kronjuwelen das Land nie verlassen, und so wurde diese Krone für die Krönung von Georg V. als Kaiser von Indien in Delhi im Jahr 1911 angefertigt. Sie ist eine fein gestaltete Krone der in England üblichen Muster und trägt eine Reihe von Smaragden, Rubinen, Saphiren, 6.100 Diamanten und einen sehr kostbaren indischen Rubin. Die Krone wurde vom Kronjuwelier Garrard & Co gestaltet und kostete 60.000 Pfund. Sie wiegt 970 Gramm. Das beträchtliche Gewicht der Krone führte dazu, dass König Georg nach dem Tragen über Kopfschmerzen klagte. Sie wurde nie wieder benutzt und wird seit ihrer Rückkehr 1913 gemeinsam mit den englischen Kronjuwelen verwahrt.
Die Kronen des Fürsten von Wales
Die ältere Krone wurde für die Einsetzungszeremonie des Prinzen Frederick Louis (Sohn Königs Georg II. und Vater von König Georg III.) im Jahre 1729 geschaffen und besteht aus Gold mit nur einem Bügel und ist nicht mit Edelsteinen besetzt.
1902 wurde die Krone Georgs, Fürsten von Wales für Georg V. als damaligem Fürsten von Wales geschaffen.
Die neuere Krone wurde für die Investitur von Charles III. zum Prince of Wales 1969 in Caernarvon geschaffen und ist die jüngste in der königlichen Sammlung.
Die Investitur-Insignien von 1911 (Krone, Stab, Ring, ein Schwert und eine Robe bzw. ein Mantel mit Gürtel und Schärpe) und 1969 sind als Leihgabe im Nationalmuseum von Wales in Cardiff zu sehen.
Die Krone der Königin Elizabeth (Crown of Queen Elizabeth)
Sie wurde für die Krönung der Ehefrau von König Georg VI., der späteren „Queen Mum“, angefertigt. Diese Krone ist die erste nicht aus Gold, sondern aus Platin gefertigte der Kronjuwelen. Sie beinhaltet den Koh-i-Noor-Diamanten. Elizabeth trug sie, die Bögen waren traditionell entfernt worden, auch zur Krönung ihrer Tochter im Jahr 1953.
Die Krone der Königin Mary (Crown of Queen Mary)

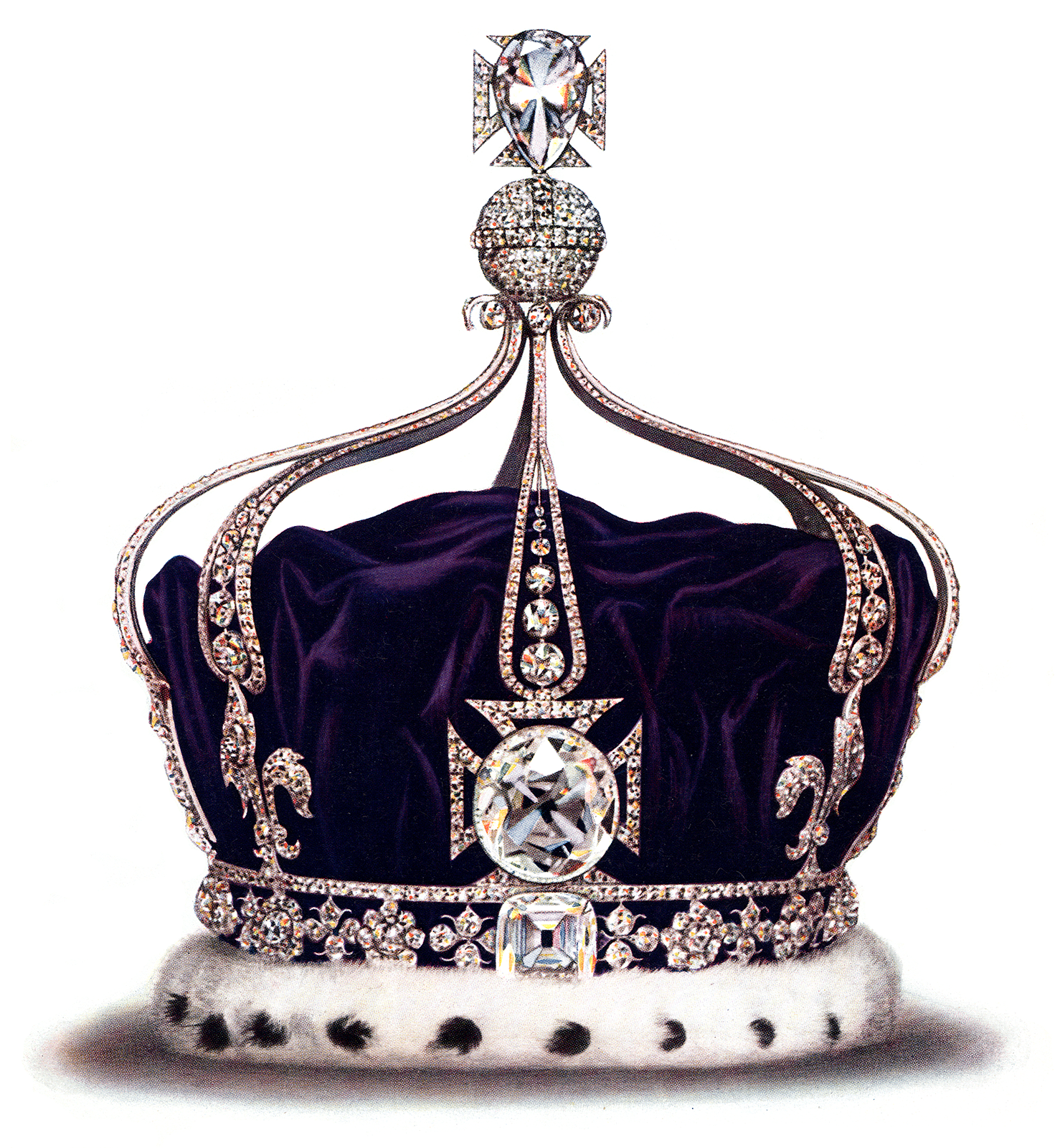
Krone der Königin Mary

Sie ist eine Anfertigung für die Krönung der Gemahlin König Georg V., Marys von Teck, 1911. Ursprünglich enthielt sie den Koh-i-Noor-Diamanten, welcher nun auf der Krone der Königin Elizabeth sitzt. An seiner Stelle wurde die Brosche mit dem Cullinan V eingefügt. Die dritt- und viertgrößten Steine des Cullinan-Diamanten wurden in die Krone eingearbeitet: Cullinan III im oberen Kreuz und Cullinan IV im Stirnreif. Queen Mary trug den unteren Teil ihrer Krone oft als Diadem. In dieser Form und mit dem Cullinan V im Mittelkreuz trug Königin Mary es etwa auch 1937 bei der Krönung von König Georg VI. und Königin Elisabeths. Mit dieser Krone, um vier Bügel reduziert und ebenfalls der Brosche mit dem Cullinan V im Mittelkreuz des Kronreifs wurde 2023 dann auch Königin Camilla gekrönt.
Die kleine Diamantkrone der Königin Victoria (Small diamond crown of Queen Victoria)
Königin Victoria gab dieser 1877 geschaffenen Krone gegenüber der Imperial State Crown den Vorzug. Besetzt ist sie mit über 1.300 Diamanten.
Die Krone der Königin Maria von Modena (Crown of Mary of Modena)
Diese Krone wurde 1685 für die Krönung der Königin Maria von Modena, der zweiten Frau von König Jakob II., gefertigt. Sie ist 20,9 cm hoch und 890 g schwer. Die Krone war mit gemieteten Steinen besetzt, die später durch 38 sehr große Diamanten und 652 Perlen ersetzt wurden. Sie enthielt den „Rubin des Schwarzen Prinzen“. Später diente sie als Staatskrone und wurde umgeformt, um auf Königin Marias II. Kopf der damals aktuellen Mode zu entsprechen. Königin Anne wie auch König Georg I. benutzten sie als Staatskrone. Die nächsten Königsgemahlinnen – Caroline von Ansbach, Königin Charlotte und Königin Adelaide – benutzten sie wieder als zweitrangige Königinnenkrone.
Diadem der Maria von Modena
Das Diadem wurde ebenfalls im Jahre 1685 gearbeitet. Der breite, massiv goldene Reif war mit einem Ornament aus Diamanten reich besetzt. Der obere Rand, durchgehend von Perlen gesäumt, formt sich zu einer flachen Spitze, die von einem freistehenden Diamanten gekrönt ist. Die Diamanten waren, wie damals durchaus üblich, zur Krönungsfeier nur geliehen und wurden später gegen Bergkristalle ausgetauscht.
Staatsdiadem Georgs IV. (George IV State Diadem)
Dieses Diadem wurde 1820 für Georg IV. angefertigt. Es hat einen Durchmesser von 19 cm, eine Höhe von 7,5 cm, besteht aus Gold und Silber und ist, über einer Doppelreihe von Perlen am unteren Rand, mit 1.333 Diamanten im Gesamtgewicht von 320 Karat besetzt. In der Dekoration des äußeren Rands wechseln vier Tatzenkreuze mit vier Blumensträußen aus Rosen, Disteln und Kleeblättern (symbolisch für England, Schottland und Irland) ab. Das vordere Tatzenkreuz enthält einen gelben Diamanten von vier Karat.
Georg IV. trug das Diadem über einer hermelinverbrämten Samtkappe auf dem Weg zu seiner Krönung. Beginnend mit Königin Adelaide wurde das Diadem seitdem bis heute von jeder (regierenden oder angeheirateten) Königin bei unterschiedlichen Gelegenheiten getragen. Auf sämtlichen in der Regierungszeit von Königin Elisabeth II. ausgegebenen Dauerbriefmarken ist sie mit diesem Diadem abgebildet, ebenso auf Münzen des Vereinigten Königreichs und zahlreicher Commonwealth-Länder. 2019 trug sie es zur Parlamentseröffnung, während die sonst dafür verwendete Imperial State Crown auf einem Tisch neben der Queen platziert wurde. Bei der Parlamentseröffnung 2024 trug Queen Camilla das Diadem.
Die Staatskrone Georgs I. (State Crown of George I)
1714 als Ersatz für die Staatskrone Karls II. hergestellt. 1838 von Königin Viktoria durch die Imperial State Crown ersetzt.
Die Krönungskrone Georgs IV. (Coronation Crown of George IV)
Georg IV. wollte die Edwardskrone mit dieser 1821 angefertigten Krone ersetzen, er setzte sich jedoch nicht durch. Seit 1823 wurde sie nicht mehr getragen.

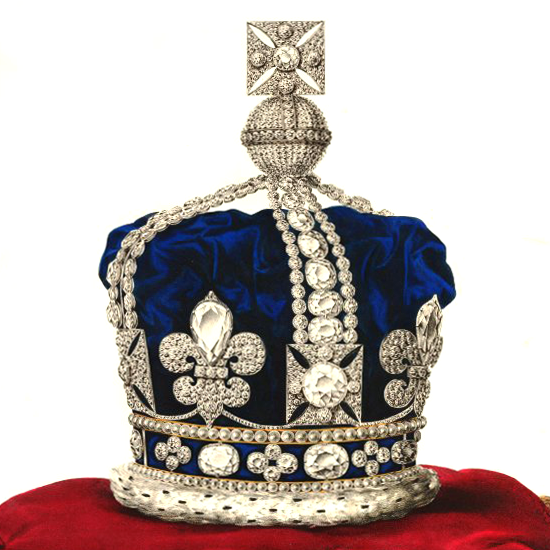
Krone von Königin Adelheid

Die Krone der Königin Adelheid (Crown of Queen Adelaide)
Sie wurde für die Krönung 1831 angefertigt und ausschließlich von Königin Adelheid getragen.
Die Krone der Königin Alexandra (Crown of Queen Alexandra)
Sie wurde 1902 angefertigt und besitzt, unüblich für britische Kronen, 8 Halbbügel.

## Zepter
Das Zepter mit dem Kreuz

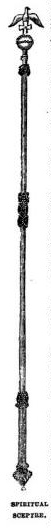
Das Zepter mit der Taube

Es stammt ursprünglich aus dem Jahre 1661, wurde aber unter der Regentschaft von Eduard VII. 1907 erweitert und symbolisiert die königliche Macht. Es ist 92,2 cm lang und trägt viele kostbare Steine, darunter den 530-Karat-Diamanten Cullinan I. Dieses Zepter trägt der Souverän während der Krönung in seiner rechten Hand.
Das „Zepter mit der Taube“
Das Zepter ist ein Stab aus Gold und misst 110 cm. Auf seiner Spitze erhebt sich ein goldenes Kreuz mit einer weiß emaillierten Taube. Ihre Augen, der Schnabel und die Füße sind aus Gold. Neben anderen Dekorationen hat das Zepter in der Mitte Bänder aus Emaille und Edelsteinen, Goldarbeiten und farbigen Edelsteinen, Emaille und Diamanten. Die Taube symbolisiert den Heiligen Geist und es wurde die Auffassung vertreten, dass er die Handlungen der Könige leitet. Aus diesem Grund ist ein „Zepter mit der Taube“ jahrhundertelang von Königen benutzt worden. Dieses Zepter trägt der Souverän während der Krönung in seiner linken Hand.
Das Elfenbeinzepter der Königin-Gemahlin
stammt aus dem Jahr 1685.
Das Königinnen-Zepter mit dem Kreuz
stammt ebenfalls aus dem Jahr 1685.
Der St.-Edwards-Stab
Der Stab ist ein 140 cm langes goldenes Zepter, das am unteren Ende eisenbeschlagen ist. Auf seiner Spitze sitzt eine Kugel mit einem Tatzenkreuz. Bereits unter Heinrich VI. wurde ein Stab dieses Namens während der Krönungszeremonie mitgeführt. Der gegenwärtige Stab wurde nachweislich zuerst bei der Krönung Karls II. 1661 verwandt. Der Stab wird dem Herrscher jeweils beim Betreten der Abteikirche von Westminster vom Dekan überreicht, ihm voran getragen und am Ende zurückgegeben. Am Ende des Krönungsgottesdienstes wird er auf den Altar gelegt und bleibt dort zurück.

## Ringe
Der goldene Krönungsring (Sovereign’s Ring)
auch Hochzeitsring Englands (Wedding Ring of England) genannt, wurde für König Wilhelm IV. 1831 angefertigt und wurde von allen Monarchen (außer Königin Victoria) zur Krönung benutzt. Er besteht aus Gold und trägt auf seiner Oberseite einen großen Saphir (15,2 mm × 12,2 mm × 7,4 mm) mit vierzehn umliegenden Diamanten und wiegt 84,45 Karat. Über ihm liegen fünf Rubine, welche das Kreuz St. Georgs darstellen. Er wird bei der Krönung an den Ringfinger der rechten Hand gesteckt und symbolisiert die rituell ewige Verbindung des Herrschers mit seinem Volk, die nur durch den Tod des Königs gelöst werden kann.
Der Ring der Königin (Queen Consort’s Ring)
wurde für Königin Adelheid ebenfalls 1831 angefertigt und besteht aus einem Rubin (12,5 mm × 9,0 mm × 5,9 mm), welcher von vierzehn Diamanten umrahmt wird. Auf dem Ring selbst liegt ein schmales Band aus Rubinen. Er wiegt 50,15 Karat.
Der Ring von Königin Victoria (Queen Victoria’s Ring)
Der Ring der Königin Victoria wurde speziell zu ihrer Krönung 1838 angefertigt, da sie sehr schlanke Finger besaß und ein Herunterrutschen befürchtet wurde. Er ist dem goldenen Krönungsring nachempfunden. Er ist nur 42,74 Karat schwer, der große Saphir misst 14,6 mm × 13,2 mm × 8,5 mm und ist von 20 Diamanten umgeben. Fünf Rubine sind kreuzförmig auf dem Saphir angeordnet. Im Reif sind die Worte Queen Victoria’s Coronation Ring 1838 eingraviert.

## Schwerter
Es gibt fünf Schwerter in der königlichen Sammlung des Towers von London.
Das Staatsschwert (Great Sword of State)
Das größte von ihnen ist das große Staatsschwert, ein Breitschwert mit einer Klinge von über 81,28 cm, mit einer Gesamtlänge von 128,5 cm und einem Gewicht von 2,58 kg. Der Griff ist aus vergoldetem Metall und der Schöpfer dieser Waffe entwarf es 1677 oder 1678 mit den Wappen von Westminster (einem Fallgitter), Frankreich (Fleur de Lys), Irland (Harfe) und Schottland (Distel), dem Reichsapfel und anderen Emblemen. Die Parierstange ist auch aus vergoldetem Metall gefertigt; eine Hälfte ist in der Gestalt eines englischen Löwens, die andere Hälfte in der Gestalt eines Einhorns, angelehnt an das Wappen Schottlands. Die Scheide selbst ist mit purpurrotem Samt umhüllt und mit vergoldeten Metallplatten im gleichen Design versehen.
Das Juwelen-Staatsschwert (Jewelled Sword of State)
Das Jewelled Sword of State wurde für Georg IV. zu einem Preis von 6000 Pfund hergestellt. Es präsentiert eine Fülle von Schmuckstücken in allen Farben und in Gold. Bei der Krönung wird dieses Schwert als eines der militärischen Embleme vom „Wächter des Juwelen-Hauses“ gehalten, um nach seiner Überreichung an den Monarchen durch diesen als Ehrengabe der Kirche übergeben zu werden. Es wird anschließend wieder ausgelöst.

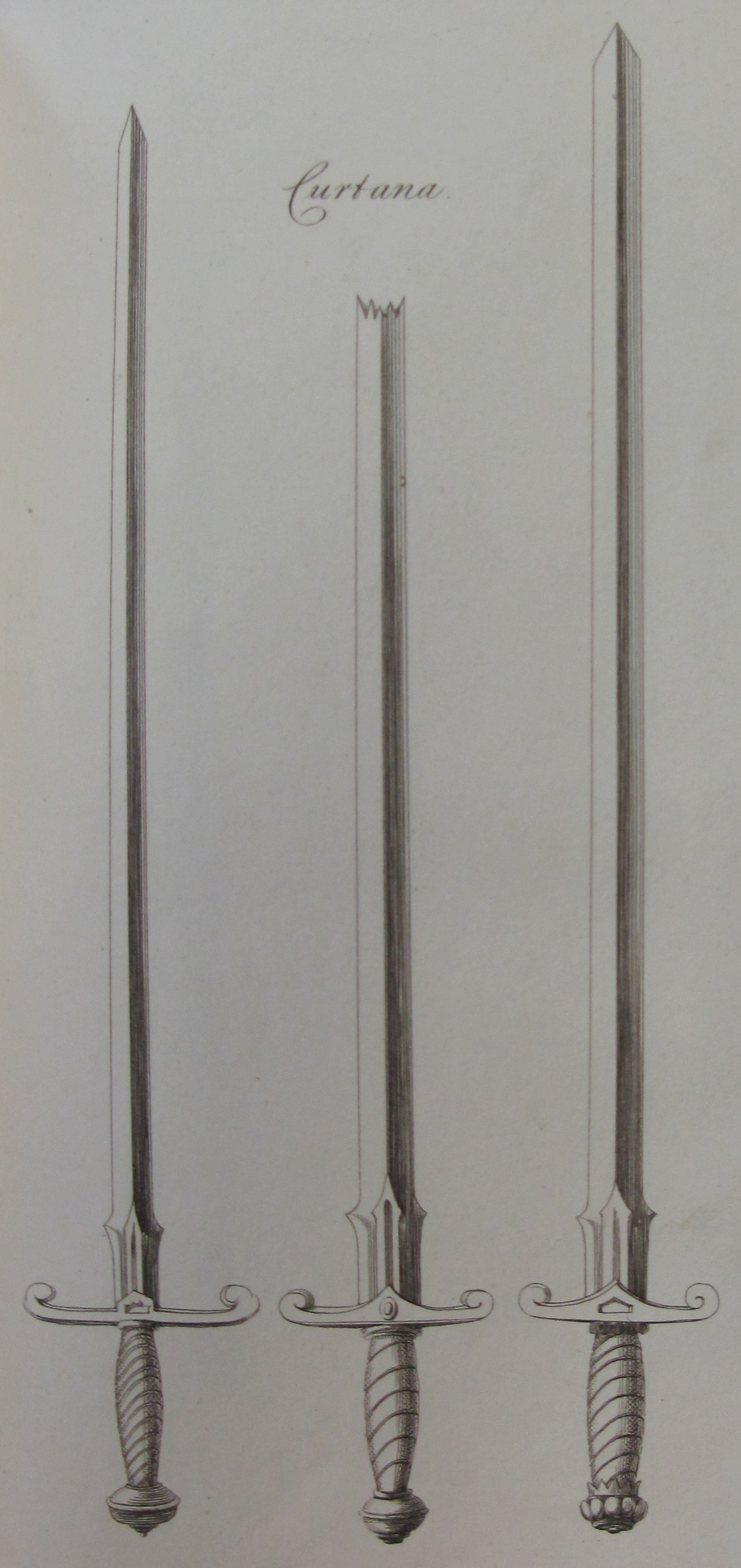

Das Schwert der Barmherzigkeit (Sword of Mercy)
Es heißt auch Curtana und ist auch bekannt als Schwert Edward des Bekenners. Seine Klinge ist stumpf und ist damit kennzeichnend für die Barmherzigkeit.
Das Schwert der spiritualen Gerechtigkeit (Sword of Justice to the Spirituality)
Das Schwert der richterlichen Gerechtigkeit (Sword of Justice to the Temporality)

## Ritterliche Regalien
Die Sporen (Spurs)

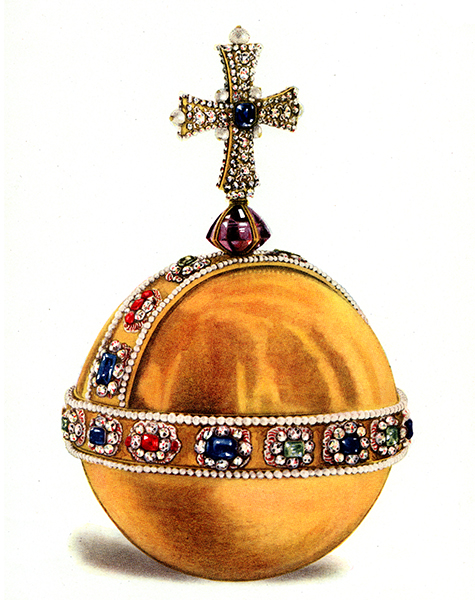
Der Reichsapfel des Königs

Die Sporen sind aus reinem Gold und reich geschmückt und haben Gurte aus purpurroten Samt, welche mit Gold bestickt sind. Sie sind auch bekannt als „St. George’s Sporen“ und sind eines der Wahrzeichen des Ritters und der Ritterlichkeit und zusammen mit dem Schwert die militärischen Symbole des Monarchen. Bei der Krönung werden diese Sporen dem Machttragenden präsentiert, um sofort danach auf dem Altar hinterlegt zu werden. Später werden sie durch die Zahlung einer Gebühr ausgelöst.
Die Armreife (Bracelets)
Diese sind 2,54 cm breit und haben einen Durchmesser von 5,1 cm. Sie sind aus reinem Gold gearbeitet und mit purpurrotem Samt gefüttert. Embleme der drei Königreiche (England, Schottland und Irland) sowie die Fleur de Lys von Frankreich sind auf den Oberflächen der Armbänder emailliert. 1953 kamen neue hinzu, welche ein Geschenk der Commonwealth-Länder an die neue Königin waren.
Der Reichsapfel (The King’s Orb)
Der Reichsapfel ist hergestellt aus unmarkiertem Gold und mit über 600 Edelsteinen und Perlen besetzt. Er wiegt 1,32 kg und wurde 1661 für die Krönung von Karl II. von Sir Robert Vyner hergestellt. Auffallend sind seine feinen Amethyste, auf denen das Kreuz steht. Der Durchmesser der Kugel beträgt 15,24 cm. Sie hat einen runden Reifen aus Gold am Mittelkreis, welcher mit feinen Perlen, Diamantentrauben und mit weißer und roter Emaille verziert ist. Die zentralen Steine dieser Trauben sind abwechselnd Rubine, Saphire und Smaragde. Ein Bogen läuft über den oberen Teil der Kugel und wird von einem Kreuz bekrönt, welches über einem großen Amethyst sitzt. Die Konturen des Kreuzes sind mit Diamanten belegt und es gibt je drei große Diamanten in jedem Arm. In der Mitte des Kreuzes liegt auf der einen Seite ein Smaragd und auf der anderen Seite ein Saphir. Die Steine in der Mitte der beiden Seiten sind umgeben von Diamanten und zwischen dem unteren Fuß des Kreuzes und dem Amethyst ist ein Kragen aus kleinen Diamanten. Am Ende jedes der oberen Arme des Kreuzes sitzt eine große Perle und in jedem der vier inneren Ecken eine weitere.
Der Reichsapfel der Königin (The Queen’s Orb)

## Liturgische Regalien
Die Ampulla

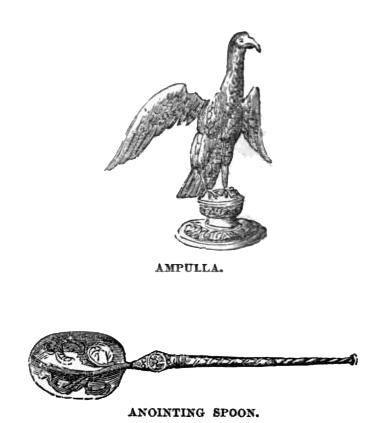
Der Löffel und die Ampulla

Die Ampulla, die das Öl für die Salbung des Monarchen birgt, ist in der Form eines Adlers geschaffen. Er misst mit Sockel 22,86 cm in der Höhe. Die Spannweite der Flügel beträgt 23,78 cm. Sie wiegt 310 g und ist aus reinem Gold gearbeitet. Der Hohlraum des Körpers ist in der Lage, 136 g Öl aufzunehmen. Der Kopf ist abschraubbar, um das Öl einzufüllen. Der Schnabel dient als Ausguss.
Der Löffel
Der Griff ist zweifellos alt, wahrscheinlich byzantinisch. Der Löffel ist etwa 17,78 cm lang.
Kelche und Patenen
Sie sind aus massivem Gold und tragen alle das Wappen von König Wilhelm III. und Königin Maria II. Traditionell wird der Altar der Westminsterabtei zur Krönung mit den 1691 geschaffenen Sakralgegenständen geschmückt.
Das Taufbecken
Das hohe gedeckelte Taufbecken mit dazugehöriger Schale stammt aus dem Jahr 1660 und wurde von einem Goldschmied mit den Initialen R.F. gefertigt. Die Schale war ursprünglich als Rand des Taufbeckens gearbeitet, ist nun jedoch mit dem Innenteil fest verbunden und wird als Altaraufsatz verwendet. Georg IV. wurde als erster über diese Schale getauft. Ein kleines Taufbecken wurde 1840 für die Kindstaufen der Nachkommen Königin Victorias angefertigt.
Das Gründonnerstagsgeschirr (The Maundy Dish)
wurde 1660 aus vergoldetem Silber hergestellt, um das Gründonnerstags-Almosen (speziell geprägte Münzen) aufzunehmen. Die Anzahl der Münzen steigt mit dem Lebensalter des Monarchen.

## Gebrauchsgegenstände

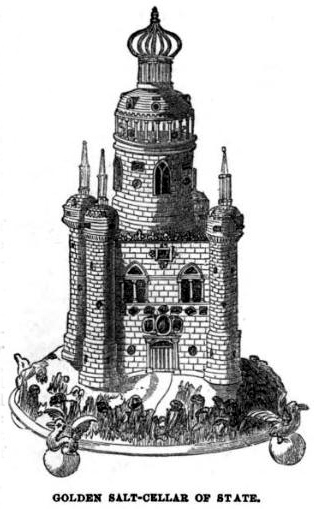
Das Exeter-Salzfass

Die folgenden Gegenstände wurden beim großen Festessen nach der Krönung als Tafelaufsatz bzw. in den königlichen Palästen benutzt und befinden sich nun im Kronschatz.
Die Kommunionsplatte (The Communion Plate)
sind eigentlich zwei Stücke, eine Patene und ein Kelch; sie bestehen aus purem Gold und stammen aus dem 17. Jahrhundert.
Das Exeter-Salzfass (State Salt)
Das Exeter-Salzfass wurde von Johann Hass aus Hamburg im Jahre 1630 geschaffen. Es ist 45 cm hoch und hat die Form eines Schlosses mit Türmen und ist mit 73 Juwelen besetzt. Es wurde von der Stadt Exeter dem König Karl II. geschenkt und kostete 700 Pfund, heute etwa 750.000 Pfund.
Das Salzfass Königin Elisabeths (Queen Elizabeth Salt)
stammt aus dem Jahre 1572. Eine direkte Verbindung dieses Gegenstandes mit der Königin Elisabeth I. ist nicht nachgewiesen.
Die Fontäne (The Fountain)
wurde König Karl II. von der Stadt Plymouth geschenkt und wird allgemein als Weinfontäne bezeichnet. Sie wird aber eher für warmes Wasser mit Weihrauchgefäßen benutzt worden sein, in dem die Tafelgäste ihre Bestecke und Finger abspülen konnten. Die großen Muscheln waren dazu gut geeignet, während das Abfüllen von Weingläsern unmöglich ist. Die Fontäne wird dem Hamburger Juwelier Peter Oehr dem Älteren zugeschrieben und wäre demnach um 1650 entstanden.
Das königliche Tafelgeschirr (St. George Salts)
wurde 1661 bis 1821 zusammengestellt und zuletzt beim Krönungsbankett von Georg IV. benutzt. Es umfasst je zwölf Teile. Die Salzfässer tragen eine Reiterfigur und gaben dem gesamten Geschirr den Namen.
Der Weinkühler
ist ein sehr großes Gefäß aus vergoldetem Silber von 8.000 Unzen. Es ist verziert mit maritimen Symbolen und stammt aus dem Jahre 1824.
Die Amtsstäbe (The Maces)
Ursprünglich Streitkeulen, wurden sie zu Symbolen der Autorität und werden heute nur noch zur Parlamentseröffnung und zu königlichen Proklamationen verwendet. Es gibt acht Exemplare in der königlichen Sammlung, zwei aus der Regierungszeit Karls II., zwei aus der Zeit Jakobs II., drei aus der Zeit Wilhelms und Marias und eines trägt die Wappen Königin Annas und Georgs I. Zwei Amtsstäbe sind während der Sitzungsperiode des Parlaments nicht im Tower ausgestellt, sondern einer im Unterhaus und der andere im Oberhaus.
Die silbernen Trompeten (The Silver State Trumpets)
Es sind sechzehn an der Zahl, die nur während der Krönungen benutzt wurden. Sie stammen alle aus den Jahren 1780 bis 1813 und werden nicht mehr benutzt. Zehn dieser Zeremonialtrompeten besitzen noch ihre mit dem königlichen Wappen bestickten Banner.

## Weitere bedeutende Schmuckstücke der Royal Collection
Das Diamantendiadem 1820

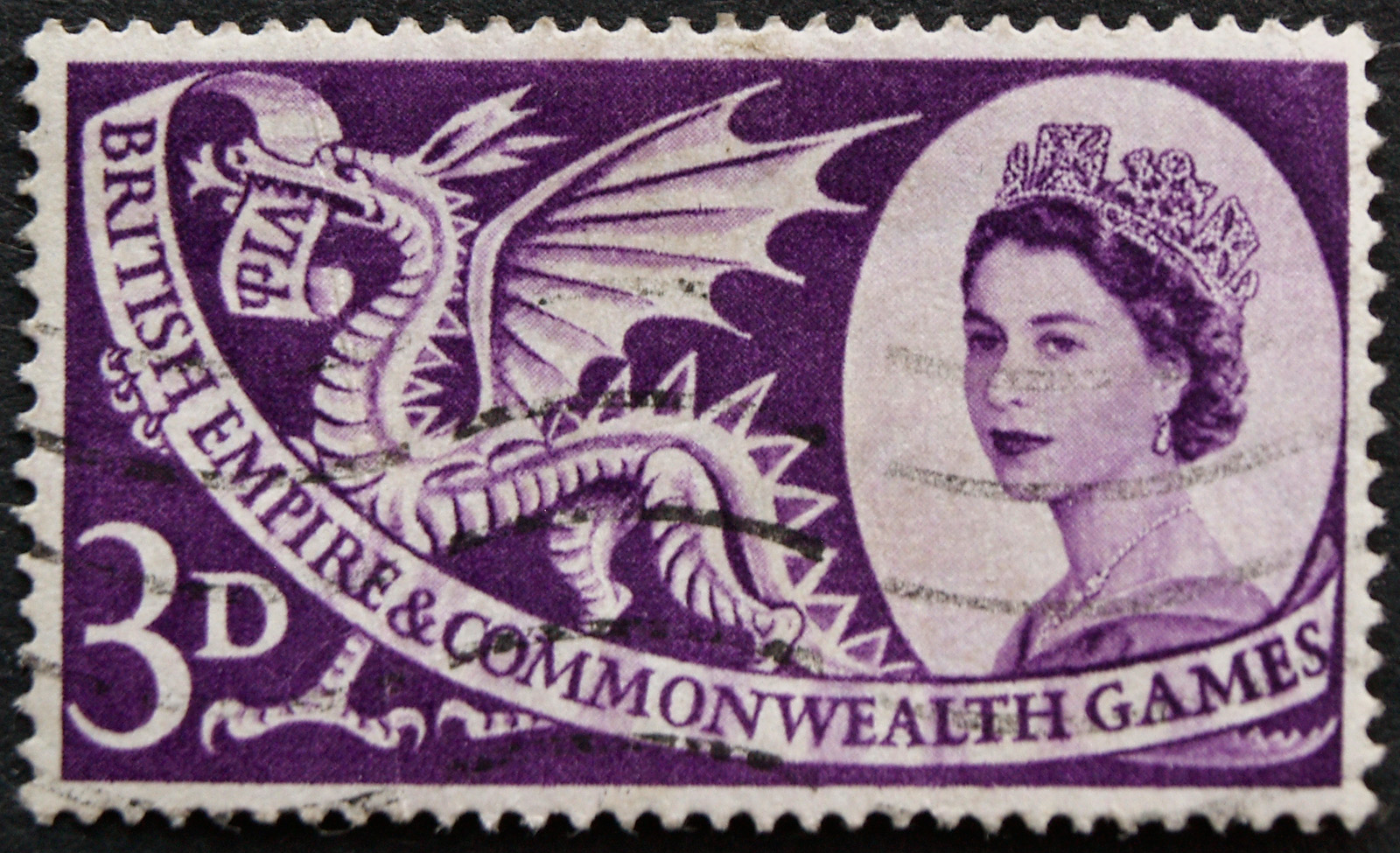
Das Diadem auf einer Briefmarke von 1958

Durch sein häufiges Auftreten auf Briefmarken und Münzen ist dieser außergewöhnlich schöne Kopfschmuck, unter Einbeziehung der nationalen Embleme von England, Schottland und Irland, wahrscheinlich das bekannteste Stück in der Juwelensammlung. Es besteht aus 1.333 Diamanten, darunter ein blassgelber Vier-Karat-Brillant in der Mitte des vorderen Kreuzes, hat einen Durchmesser von 19 cm und ist 7,5 cm hoch. Das Diadem wurde seit Königin Adelaide regelmäßig (jeweils leicht modifiziert) von Königinnen und Königs-Gemahlinnen getragen.
Diese Nutzung widerspricht jedoch seiner Herkunft, denn es wurde 1820 für die berühmte und extravagante Krönung von Georg IV. angefertigt. Er trug es während der Zeremonien 1821 in der Westminster Hall und der Fußprozession zur Westminster Abbey über einem großen Samthut im spanischen Stil.
Der Auftrag für das Diadem wurde an den Hofjuwelier Philip Rundells im Jahre 1820 vergeben und bereits im Mai des Jahres fertig gestellt.
Das Design, wahrscheinlich durch Rundells Chef-Designer Philip Liebart entworfen, spiegelt etwas von dem Plan der nicht ausgeführten Imperial State Crown George IV. wider, die von Liebart im gleichen Zeitraum entworfen und welche die nationalen Embleme anstelle der traditionellen Fleurs de Lis zeigte. Zusammen mit einer Diamantenbrosche in Schleifenform (später umgeändert für Königin Victorias Hosenband-Armbinde) belief sich die Rechnung auf die große Summe von 8.216 Pfund. Dazu gehörten 800 Pfund Miete für die Diamanten – die Steine wurden bis 1837 regelmäßig für den Einsatz bei Krönungen gemietet – berechnet auf einen Prozentsatz des Wertes der Steine. Durch die unglückliche Gerichtsverhandlung der Königin Caroline wurde die Krönung um ein Jahr verschoben und so erhöhten sich die Mietkosten. Normalerweise wären die Steine nach der Krönung wieder an Rundells zurückgegeben worden, aber in diesem Fall gibt es keine Anzeichen, dass die fein gearbeitete Diamantbestückung und die Kreuze, ein Meisterwerk des neuen transparenten Stils, zerlegt wurden.
Ebenso gibt es keine Anhaltspunkte dafür, dass der König die Steine endgültig kaufte, sodass es sein könnte, dass die Schuld aus dem Vertrag durch einen diskreten Tausch mit alten Steinen aus der umfangreichen Sammlung von George IV. beglichen wurde.
Das Diadem wurde von Königin Elisabeth II. auf Reisen sowie vor und nach der Parlamentseröffnung getragen und in der Royal Collection aufbewahrt.

## Einzelne Pretiosen

### Great Star of Africa
Der Great Star of Africa ist mit 530,2 Karat der zweitgrößte geschliffene Diamant der Welt. Er wurde 1905 aus dem größten jemals gefundenen Rohdiamanten, dem Cullinan, geschliffen und befindet sich im Krönungszepter. Aus dem Cullinan entstanden neben dem Great Star of Africa noch der Lesser Star of Africa mit 317,4 Karat sowie 103 weitere Diamanten zwischen vier und 98 Karat. Diese Diamanten sind in weitere Schmuckstücke der britischen Kronjuwelen eingearbeitet, darunter die Imperial State Crown.

### Koh-i-Noor
Der Koh-i-Noor („Berg des Lichtes“) gehört mit 108,93 Karat sicherlich nicht zu den größten, aufgrund seines besonderen Schliffs aber dennoch zu den wertvollsten Diamanten der Welt. Um ihn ranken sich zudem viele Legenden, da seine Herkunft unbekannt ist. Der Legende nach soll der Koh-i-Noor ein Teil des legendären 240-karätigen Großmogul-Diamanten sein, der seit rund 200 Jahren spurlos verschwunden ist. Einst soll er den Indischen Pfauenthron als Auge geschmückt haben. Eine weitere Legende besagt, dass derjenige die Welt beherrschen werde, der den Koh-i-Noor in der Krone trägt. Zumindest im Fall seiner Besitzerin Königin Victoria traf dieser Bezug in gewisser Weise zu. Allerdings sollte der Koh-i-Noor nur von Frauen getragen werden, da eine Sage erzählt, dass er Männern Unheil, sogar den Tod bringen soll.
Der Koh-i-Noor soll sich einst im Besitz des afghanischen Baraksai-Stammes befunden haben. Aus dem Barakzai-Stamm ging der Mohammadzai-Clan hervor. Der Überlieferung nach soll der Koh-i-Noor einst den Turban von Dost Mohammed geschmückt haben. Nachdem Dost Mohammad Khan nach dem ersten Anglo-Afghanischen Krieg ins indische Exil gehen musste, verschwand auch der Koh-i-Noor aus dem Besitz des Mohammadzai-Clans.

### Der Rubin des Schwarzen Prinzen
Der Rubin des Schwarzen Prinzen (The Black Prince’s Ruby) aus dem britischen Kronschatz ist in Wirklichkeit kein Rubin, sondern ein roter Spinell. Er befindet sich in der Imperial State Crown und wurde nach der Überlieferung vom König Peter I. von Kastilien nach der Schlacht von Nájera 1367 diesem Prinzen geschenkt. Er selber soll ihn durch einen Mord an dem König von Granada erhalten haben. Der Schwarze Prinz trug ihn an seinem Helm, wie auch König Heinrich V. 1415 in der Schlacht von Azincourt. Heinrich VIII. übertrug ihn in die Kronjuwelen. Während des Commonwealth wurde der Stein für 15 Pfund an einen Mr. Cooke veräußert, welcher ihn Karl II. zurückgab. Seit dieser Zeit sitzt er in der jeweiligen Staatskrone.

## Replikate
Insgesamt gibt es zwei komplette Sätze von Kopien der Kronjuwelen. Einer von ihnen befindet sich in Fort Catherine auf Bermuda. Für die Krönung 1953 wurden Repliken angefertigt, welche die Fluggesellschaft British Airways der Königin schenkte. Nach der Krönung tourten sie als Ausstellung um die Welt. Die Juwelen existieren noch, werden aber nicht ausgestellt.
Bekannt ist, dass nach einem Anschlag der IRA am 17. Juli 1974 auf den Tower of London die Originale für den Fall eines weiteren Anschlags gegen Kopien ausgetauscht wurden.
Einzelne Nachbildungen der Kronjuwelen, welche im Krönungsgottesdienst benutzt werden, befinden sich im Besitz der Westminster Abbey und werden bei den Proben der Krönung benutzt. Auch sie sind öffentlich nicht zugänglich.